# Beate Wassermann

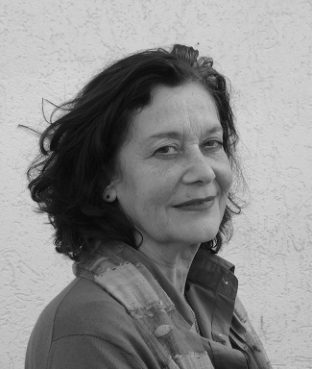
Beate Wassermann

Beate Wassermann (* 28. Juni 1947 in Gensungen; † 20. Januar 2018 in Hamburg) war eine deutsche Malerin und Glaskünstlerin.

## Leben und Werk

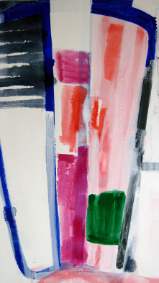
Wandmalerei

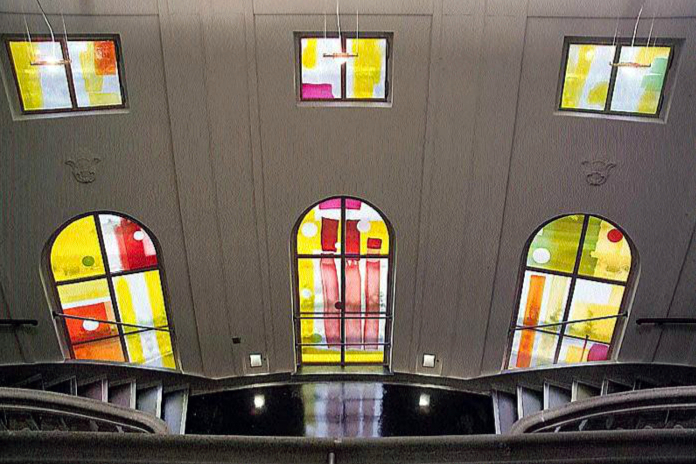
Glasmalerei am Alten Universitätsgebäude in Hamburg

Beate Wassermann verbrachte ihre ersten Lebensjahre in Gensungen, bis ihre Eltern aus beruflichen Gründen nach Hamburg zogen. Dort fand sie auf einem Trümmergrundstück neben ihrer Schule eine Halde von Sammelbildern, u. a. von Filmstars, die wie Ikonen auf goldenem Untergrund präsentiert wurden, sogenannte „Gold-Film-Bilder“ der Dresdner Zigarettenmarke Constantin Nr. 23. Diesen Fund und das Betrachten von Sammelbildern in den Alben ihrer Eltern beschrieb sie später als Schlüsselerlebnis, woraus wesentliche Motive, Formen und Farben ihrer künstlerischen Arbeit hervorgegangen sind.
Ihre Ausbildung begann Wassermann 1969 an der Hochschule der Künste Berlin, wechselte aber bald an die Hochschule für Bildende Künste Hamburg. Dort studierte sie Freie Kunst bei Kai Sudeck, Joe Tilson und Franz Erhard Walther. Die Malerei wurde noch während ihres Studiums, das sie 1975 beendete, ihr Hauptmedium.
Als Studentin lebte sie in einer Künstler-Wohngemeinschaft an der Alster, danach wohnte und arbeitete sie in Hamburg-Altona, bezog dann ihr erstes eigenes Atelier und schließlich ein Atelier im Hamburger Künstlerhaus Dosenfabrik.
1977 wurde sie von Martin Kippenberger eingeladen, an seiner Ausstellung „Chimären-Bilder“ teilzunehmen. Im selben Jahr erhielt sie ein Frankreich-Stipendium des Deutsch-Französischen Jugendwerkes. Es folgten 1983 das Italien-Stipendium „Villa Serpentara“ der Berliner Akademie der Künste in Olevano Romano, 1984 ein Arbeitsstipendium der Stadt Hamburg und 1987 ein Arbeitsstipendium des Kunstfonds Bonn.
1995 erweiterte Wassermann ihr künstlerisches Spektrum um Glasarbeiten im öffentlichen und sakralen Raum, die sie zusammen mit der Glasmalerei Peters realisierte. Ihre erste Arbeit fertigte sie 1995 für die Rogate Kirche in Hamburg. 1997 gewann sie den 1. Preis mit ihrem Entwurf für die St. Ansgar-Kapelle des Erzbistums Hamburg (1997). Fortan stattete sie fast jährlich Gebäude mit ihren abstrakten großflächigen und mit vornehmlich heiteren lichten Farben gestalteten Glasarbeiten aus: so ein Patrizierhaus in Lübeck, die Unfallklinik Ludwigshafen, die evangelische Kirche in Plankstadt bei Mannheim, das alte Hauptgebäude der Universität Hamburg, den Raum der Stille im Diakonie Gesundheitszentrum Kassel, die Pausenhalle der Grundschule Engelsby bei Flensburg und das Hospiz in Leer/Ostfriesland.
Von 1990 bis 1995 lehrte Wassermann Malerei an den Fachhochschulen für Gestaltung in Hamburg und Hannover sowie der Fachhochschule für Architektur in Hamburg.

### Privates
Beate Wassermann hat einen Sohn aus erster Ehe mit dem Musiker und experimentellen Künstler Wittwulf Y Malik. In zweiter Ehe war sie mit Udo Pillokat (1944–1999), Professor im Studienschwerpunkt Bühnenbild an der Hochschule für Bildende Künste Hamburg, verheiratet.

## Rezeption
„Ihre Bilder haben sich von zunächst ausformuliert–verdichteten Gestaltgebungen ...zu einer schwebenden... fast transparenten, lichterfüllten Farbigkeit bestimmten Malweise geöffnet.“

## Einzelausstellungen
- 1983: Galerie Philomene Magers (mit Katalog)
- 1985: Galerie Kammer, Hamburg[10]
- 1991: Oldenburger Kunstverein (mit Katalog)
- 1994: L’Elogio del Lontono. Tribeca Galerie, Mailand (mit Katalog)
- 1998: Malerei 1993–1998. Kunstverein Springhornhof, Neuenkirchen (mit Katalog)
- 2002: Galerie Valeria Belvedere, Mailand
- 2007: Künstlerhaus Sootbörn, Hamburg
- 2017: Flügelschläge. Galerie ETAGE im Berliner Museum Reinickendorf (mit Katalog)
- 2021 bis Februar 2022: Beate Wassermann Balancing Acts im Moderna Museet Malmö[11]

## TV-Beiträge
- 1995: NDR-TV, Kunststreifzüge/Energieflüsse. Die Malerin Beate Wassermann, Regie: Lucas M. Böhmer